# Моліна (Джорджія)
Моліна (англ. Molena) — місто (англ. city) в США, в окрузі Пайк штату Джорджія. Населення — 392 особи (2020).

## Географія
Моліна розташована за координатами 33°0′38″ пн. ш. 84°30′0″ зх. д. / 33.01056° пн. ш. 84.50000° зх. д. (33.010444, -84.500044).  За даними Бюро перепису населення США в 2010 році місто мало площу 4,51 км², з яких 4,47 км² — суходіл та 0,04 км² — водойми.

## Демографія
Згідно з переписом 2010 року, у місті мешкало 368 осіб у 123 домогосподарствах у складі 83 родин. Густота населення становила 82 особи/км².  Було 150 помешкань (33/км²).
Расовий склад населення:
| - 74,2 % — білих - 22,8 % — чорних або афроамериканців - 0,5 % — азіатів - 0,3 % — вихідців з тихоокеанських островів |

До двох чи більше рас належало 1,6 %. Частка іспаномовних становила 1,4 % від усіх жителів.
За віковим діапазоном населення розподілялося таким чином: 22,3 % — особи молодші 18 років, 57,0 % — особи у віці 18—64 років, 20,7 % — особи у віці 65 років та старші. Медіана віку мешканця становила 45,0 року. На 100 осіб жіночої статі у місті припадало 87,8 чоловіків;  на 100 жінок у віці від 18 років та старших — 86,9 чоловіків також старших 18 років.
Середній дохід на одне домашнє господарство  становив 41 556 доларів США (медіана — 29 643), а середній дохід на одну сім'ю — 47 940 доларів (медіана — 40 000). Медіана доходів становила 32 000 доларів для чоловіків та 31 094 долари для жінок. За межею бідності перебувало 30,6 % осіб, у тому числі 39,9 % дітей у віці до 18 років та 12,5 % осіб у віці 65 років та старших.
Цивільне працевлаштоване населення становило 134 особи. Основні галузі зайнятості: освіта, охорона здоров'я та соціальна допомога — 32,1 %, роздрібна торгівля — 12,7 %, будівництво — 11,2 %, виробництво — 10,4 %.